# Araneus crispulus
Araneus crispulus är en spindelart som beskrevs av Albert Tullgren 1952. Araneus crispulus ingår i släktet Araneus och familjen hjulspindlar.
Artens utbredningsområde är Sverige. Inga underarter finns listade i Catalogue of Life.